# 세라 와이스글래스
세라 와이스글래스(영어: Sara Waisglass, 1998년 7월 3일 ~ )는 캐나다의 배우이다. 그녀는 요크 대학교에서 4년 동안 다녔고 각본 학위를 받고 졸업했다.

## 출연 작품

### 영화
- 라이프 (2015년 영화)

### 텔레비전
- 데그라시: 더 넥스트 제너레이션
- 굿 닥터 (2017년 드라마)
- 킬조이스
- 데그라시: 넥스트 클래스
- 슈츠
- 지니 & 조지아